# Nāḩiyat al Mismīyah
Nāḩiyat al Mismīyah (arabiska: ناحية مسمية, ناحية المسمية) är ett subdistrikt i Syrien.   Det ligger i provinsen Dar'a, i den sydvästra delen av landet, 40 km söder om huvudstaden Damaskus.
Omgivningarna runt Nāḩiyat al Mismīyah är i huvudsak ett öppet busklandskap. Runt Nāḩiyat al Mismīyah är det ganska tätbefolkat, med 214 invånare per kvadratkilometer.